# Меморандум за независимостта на Македония (1913)
„Меморандумът за независимостта на Македония“ (на френски: Mémorandum consérnant l'indépendance de la Macédoine) е документ от 1913 година, с който се исква независимост на областта Македония, съставен в руската столица Санкт Петербург от група македонисти. Това са бившите членове на Славяно-македонското научно и литературно дружество братята Димитър Чуповски и Наце Димов, както и Гаврил Константинович и Александър Везенков. Меморандумът е изготвен на 1 март 1913 г. и е изпратен до британския външен министър сър Едуард Грей, както и до руския външен министър. Меморандумът е публикуван впоследствие във вестникк „Македонский голос“ и в някои руски и европейски вестници. В допълнение Чуповски изготвя политико-географска карта на Македония в нейните природни, географски, етнически и стопански граници с подзаглавие по програма на македонските народници, която е приложена към меморандума.
В документа, който е първата публична изява на македонистките идеи пред европейската общественост, се излага и подчертава борбата на македонците за свобода и собствена държава, с акцент върху участието им в Балканската война, като се иска признаването им за равноправна съвоюваща страна. Чрез няколко точки в меморандума са посочени и искания, най-важни сред които са: Македония да стане независима, както и да бъде свикано регионално Народно събрание в Солун за определяне статута на новата държава, което да регулира отношенията ѝ със съседните страни. В документа между другото се казва:
| „ | Македонската колония в Петербург, изпълнявайки своето свято задължение към родината и, съзнателно приемайки девиза „Македония на македонците“, протестира и не може да остане равнодушна, когато съюзените балкански държави, наши братя по кръв и вяра, се готвят да разкъсат нашата татковина, която стои на същото културно ниво като тях, която и по брой на населението е по-голяма от Сърбия и Гърция поотделно. Не може да гледа на тази траурна процесия за погребението на нашата нещастна родина Македония, на погребението и унищожаването на политическия и на духовния живот на целия народ... Турското робство е заменено с християнско робство! | “ |

На 7 юни македонистите излизат с втори меморандум с подобно съдържание, който бил адресиран до обществеността в държавите от тогавашния Балкански съюз.